# Мірча Румунський
Мірча Румунський (рум. Mircea, Principe al României; 21 грудня 1912 (3 січня 1913), Бухарест — 2 листопада 1916, Буфтя) — румунський принц з династії Гогенцоллерн-Зігмарінген, наймолодша дитина короля Фердинанда I і Марії Единбурзької.

## Біографія

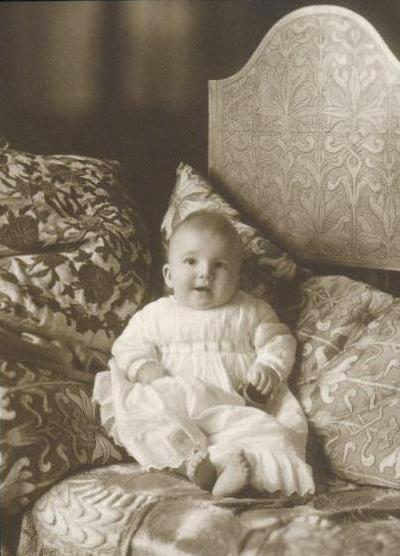
Мірча у 1913 році

Народився 3 січня 1913 року у Котроченському палаці у Бухаресті в сім'ї кронпринца Румунії Фердинанда та британської принцеси з Саксен-Кобург-Готської династії Марії Единбурзької; Мірча став наймолодшим із шістьох дітей пари. За батьком принц був онуком князя Леопольда Гогенцоллерн-Зігмарінгена й інфанти Антонії Португальської, по матері — принца Альфреда, герцога Единбурзького та Саксен-Кобург-Готського, і великої князівни Марії Олександрівни; таким чином, Мірча був правнуком британської владущої королеви Вікторії та російського імператора Олександра II.
Про особисте життя матері хлопчика ходили численні чутки, через що багато сучасників вважали Мірчу позашлюбним сином Марії Единбурзької від майбутнього прем'єр-міністра Румунії Барбу Штірбея; чутки ці виникли через те, що Мірча мав темно-карі очі (як і Штірбей), а Фердинанд і Марія, як й інші їхні діти, були блакитноокими.
Мірчу охрестив 2 лютого 1913 року в Королівському палаці в Бухаресті священник Калей Віктор'єї. Хрещеними батьками принца стали німецький імператор Вільгельм II (його представляв другий син — Айтель Фрідріх Прусський), російська імператриця Марія Федорівна та румунське королівське подружжя — Кароль I та Єлизавета. Мати хлопчика на церемонії хрещення не була присутня через напад флебіту. Мірчу назвали на честь середньовічного румунського князя — господаря Валахії Мірчі I Старого, який рішуче виступав проти панування турків і брав участь у фатальній битві на Косовому полі у 1389 році.
29 червня 1913 року вибухнула Друга Балканська війна, що тривала трохи більше ніж місяць; водночас вибухнула епідемія холери, і мати Мірчі, залишивши сина під опікою гувернантки, подорожувала між Румунією і Болгарією, простягаючи руку допомоги у шпиталях. 1914 року з різницею трохи більше, ніж у три місяці, відбулися відразу дві події, що змінили життя сім'ї Мірчі: у липні вибухнула Перша світова війна, а у жовтні помер король Кароль I, і батько Мірчі зійшов на румунський трон.

### Смерть
Наприкінці жовтня 1916 року Мірча, який перебував із сім'єю в Буфті поблизу Бухареста, захворів на черевний тиф і помер 2 листопада 1916 року. Мати принца, королева Марія, записала у своєму щоденнику: «Чи буде хтось ще таким самим?».
Смерть хлопчика збіглася з лихоліттям для Румунії загалом і королівської сім'ї зокрема: ворожі війська підходили до Бухаресту, а запеклі бої йшли вже поблизу міста. Не маючи іншого виходу, королівська родина поспіхом поховала принца на території Котроченського палацу, а потім вирушила у вигнання до міста Ясси, стару столицю Молдови — неокуповану частину північно-східної Румунії. Біограф румунської королівської родини Діана Мандаш писала, що в архіві Румунії зберігається частково спалене та пошкоджене свідоцтво про смерть Мірчі; спроба спалення, ймовірно, відбулася під час хаотичного відступу румунських військ й уряду з Бухареста. 1941 року останки Мірчі були перепоховані на прохання його сестри Ілеани у маленькій каплиці замку Бран, побудованою також Ілеаною, де роком раніше було поховано серце їхньої матері Марії Единбурзької. На надгробку принца було викарбовано напис:
Мірча помер 20 жовтня 1916 року під час війни, тоді як солдати Румунії жертвували своїм життям заради вікової мрії про досягнення національної єдності. Протягом двох років він залишався єдиним вартовим будинку своїх батьків, над яким перестав розвиватися прапор країни. Смуткуйте про нього, бо він розділив з нами дні страждань, але до днів радості не дожив.